# Интероперабилност
За термин Интероперабилност (од латинских речи "opera" - рад и "inter" - између) постоје две различите али сличне дефиниције: 
- Под интероперабилношћу се подразумева способност за заједнички рад различитих система, техника или организација. Да би се ово уредило потребни су стандарди. Када два система могу заједно да раде, а то се назива и компатибилност.

- Интероперабилност је способност хетерогених система, да раде заједно што је могуће боље, како би информације могле да буду размењиване, одн. како би кориснику стајале на располагању, а да при томе нису потребне додатне операције за споразумевање два система.

Интероперабилност је у многим областима веома важан елемент, нпр. информатика, телекомуникације или медицина. Такође системи транспорта и саобраћаја, аутоматске технике и Е-Влада умногоме зависе од интероперабилности.
За државу је интероперабилност веома битна и владе подржавају и захтевају интероперабилност на тржишту. Недостатак интероперабилности извор су монопола и непотребних трошкова. Често је потребно да се између различитих области или могућности одлучи и изабере једна. Пример је формат за видео-траке где је између ВХС и Бетамакс система изабран ВХС као стандардни. 
Софтвер је најбољи пример интероперабилности, када више програма исти формат или исте протоколе могу да употребљавају.
У енглеском језику се за реч интероперабилност у софтверском језику развила скраћеница I14y. Број 14 означава број недостајућих слова (I+(14=nteroperabilit)+y.
НАТО инсистира на интероперабилности чланица пакта. То је и начин како би чланице могле да користе заједно војне капацитете али и да чланице НАТО-а купују опрему коју производе чланице. Међу интероперабилном војном опремом нема нпр. руске војне технике. Данас се одвија процес избацивања руске војне технике из наоружања у централној и источној Европи, где се дешава и да се боља војна опрема замењује лошијом и скупљом под утицајем процеса интероперабилности.